# Casa a la riera de Buscarons, 69 (Canet de Mar)
La Casa a la riera de Buscarons, 69 és una obra eclèctica de Canet de Mar (Maresme) protegida com a Bé Cultural d'Interès Local.

## Descripció
Casa de planta baixa i dos pisos. La part baixa està destinada al comerç. El primer pis té un balcó longitudinal i el segon, petites finestres. Acabament amb cornisa i coronació amb barana de pedra amb decoracions florals i un medalló al centre amb una inscripció de la data de construcció. Té motllures per tota la façana i pilastres adossades al segon pis.